# Wache (Schifffahrt)
Als Wache wird auf Schiffen und Booten einerseits der Teil der Schiffsbesatzung bezeichnet, der im Schichtbetrieb den laufenden Schiffsbetrieb zu einer bestimmten Zeit (z. B. 4–8 Uhr) sicherstellt. Andererseits wird auch diese Zeit als „Wache“ bezeichnet.
Auf Schiffen entstand als erstes ein Schichtbetrieb im Sinne einer Arbeitsorganisation (Arbeitsteilung). Werden Schiffe der Berufsschifffahrt rund um die Uhr eingesetzt, gliedert sich die Schiffsbesatzung fest in die Wachen und die Dauerwächter. Jede Wache besteht aus einem Wachoffizier und gegebenenfalls mehreren Mannschaftsgraden. In der Sportschifffahrt sollte zwar stets ein verantwortlicher Wachführer eingesetzt sein, die unterschiedlichen Mannschaftsgrade entfallen aber in der Regel.
Die Wachen werden nach einem Wachsystem gegangen. Am weitesten verbreitet ist das Dreiwach-System, d. h., es gibt drei sich abwechselnde Wachen auf dem Schiff. Auf kleineren Schiffen, die nur zwei Nautische Offiziere oder nur einen Kapitän und einen Ersten Offizier haben, wird ein Zweiwach-System gefahren. Ist auf sehr kleinen Einheiten keine Ablösung der Mannschaft möglich, so spricht man auch von „Einwachenbooten“, obwohl hier im engeren Sinne gar keine Wachen mehr vorhanden sind. Sportschiffe, die allabendlich einen Hafen oder einen Ankerplatz anlaufen, fahren in der Regel in solch einem Ein-Wachen-System.
Bei arbeitsintensiven Manövern kann kurzfristig die Schiffsbesatzung sämtlicher Wachen eingesetzt werden, was im Englischen all hands („alle Hände“) genannt und besonders auf Segelschiffen für arbeitsintensive Segel- oder Anlegemanöver – dann als All-Hands- oder Alle-Mann-Manöver bezeichnet – genutzt wird.

## Dreiwach-System
|             | 00:00–04:00 | 04:00–08:00 | 08:00–12:00 | 12:00–16:00 | 16:00–20:00 | 20:00–24:00 |
| ----------- | ----------- | ----------- | ----------- | ----------- | ----------- | ----------- |
| Wache       | Wache 1     | Wache 2     | Wache 3     | Wache 1     | Wache 2     | Wache 3     |
| Freiwache 1 |             | Wache 1     | Wache 1     |             | Wache 1     | Wache 1     |
| Freiwache 2 | Wache 2     |             | Wache 2     | Wache 2     |             | Wache 2     |
| Freiwache 3 | Wache 3     | Wache 3     |             | Wache 3     | Wache 3     |             |

Beim Dreiwach-System geht eine Wache vier Stunden lang, danach sind acht Stunden Freiwache.
Der 24-Stunden-Tag ist demnach in sechs Wachen eingeteilt:
- 0-bis-4-Wache (auch: 0-4-Wache): 00:00–04:00 und 12:00–16:00 Uhr, sog. Mittelwache (auch Hundewache), meistens dem 2. Offizier zugeteilt
- 4-bis-8-Wache 04:00–08:00 und 16:00–20:00 Uhr, meistens dem 1. Offizier zugeteilt
- 8-bis-12-Wache 08:00–12:00 und 20:00–24:00 Uhr, meistens dem 3. Offizier zugeteilt, da hier zu den Wachzeiten meistens genügend höherrangige Offiziere wach sind, um diesen meist unerfahrensten aller Offiziere zu beaufsichtigen und anzuleiten.

Bei diesem System hat jedes Mitglied der Besatzung gleichbleibende Wachzeiten, was Vor- und Nachteile aufweist. Es gibt deshalb ein anderes Dreiwachsystem mit sieben Wachzeiten, sodass jeder gleichmäßig an den unangenehmen Wachzeiten beteiligt ist. Hierzu wird beispielsweise die Wache von 16:00 bis 20:00 in zwei zweistündige Wachzeiten unterteilt (erster und zweiter Plattfuß).
Die Nautiker stellen die Wachoffiziere (Abk.: WOs), die ihre feste Wache zugeteilt bekommen. Der Kapitän ist auf großen Schiffen keiner Wache zugeordnet.

## Zweiwach-System
Beim Zweiwach-System geht eine Wache sechs Stunden lang, danach sind sechs Stunden Freiwache.
Der 24-Stunden-Tag ist demnach in vier Wachen eingeteilt:
- 0 bis 6 Wache 00:00–06:00 und 12:00–18:00 Uhr, Mittelwache (auch Hundewache), meistens dem 1. Offizier zugeteilt.
- 6 bis 12 Wache 06:00–12:00 und 18:00–24:00 Uhr, auch Katzenwache genannt, meistens dem Kapitän zugeteilt.

Dieses System ist üblich auf kleinen Schiffen, z. B. auf Küstenmotorschiffen, die nur mit einem Kapitän und einem Ersten Offizier (Steuermann) fahren, bzw. in früherer Zeit oft auch mit einem Bestmann fuhren.

## Organisation
Jede Wache besteht aus dem Wachoffizier (WO) und einer Anzahl Decks- und Maschinenpersonal. Früher wurde auch in der Maschine Wache gegangen, auf modernen Schiffen wird die Maschine von der Brücke aus vom WO fernbedient und die Maschinisten sind Dauerwächter.
Der Wachoffizier ist für die Führung des Schiffs zuständig, d. h. insbesondere für die Navigation, die Sicherheit des Schiffes und ggf. die Ladungskontrolle. Er bestimmt in regelmäßigen Abständen die Position und trägt sie in die Seekarte ein, bestimmt bzw. korrigiert Kurs und Geschwindigkeit und ist verantwortlich dafür, dass das Schiff die Kollisionsverhütungsregeln einhält. Außerdem erteilt er auf traditionellen Schiffen den Befehl zur Wachablösung.
Der Kapitän kann jederzeit das Kommando über das Schiff übernehmen. Treten schwerwiegende Störungen, Schlechtwetter oder unklare Verkehrssituationen auf, ist der WO verpflichtet, den Kapitän zu unterrichten. In der Berufsschifffahrt sind auf Revierfahrt und bei schwierigen Situationen meistens mehrere Offiziere auf der Brücke, gegebenenfalls auch ein Lotse.
Zur Wache gehören der Rudergänger für die Ruderwache bzw. Ankerwache; auf See läuft in der Berufsschifffahrt und auf Langstreckenfahrten in der Sportschifffahrt allerdings meistens der Autopilot. Ferner besetzt die Wache den Ausguck. In der Berufsschifffahrt werden Wachmitglieder, die Kontrollgänge ausführen, auch Läufer genannt. Zu diesen Kontrollgängen zählt die Feuerronde, bei der von Einbruch der Dunkelheit bis Einsetzen der Morgendämmerung regelmäßig im ganzen Schiff nach Brandherden gesucht wird.
Mahlzeiten werden auf größeren Schiffen meist so angesetzt, dass die aufziehende Wache vor dem Wachwechsel und der Rest der Besatzung nach dem Wachwechsel essen kann. Im gängigen Drei-Wach-System findet damit oft um 8 Uhr das Frühstück, um 12 Uhr das Mittagessen und um 20 Uhr das Abendessen statt.
Bei Fahrten in Ost-West-Richtung oder umgekehrt, bei denen es eine Zeitverschiebung gibt, wird die zusätzliche oder entfallende Zeit so auf die Wachen verteilt, dass jede gleich viel Mehr- oder Minderarbeit leisten muss. Die Borduhr teilt die Zeit, meist eine Stunde pro Tag, gleichmäßig auf einen Zwölfstundenzeitraum auf.

## Aufgaben
Die Wache ist für den gesamten Schiffsbetrieb zuständig, also für Navigation, Sicherheit, ggf. Ladungskontrolle, Rudergehen, Ausguck usw.
So übernimmt die Wache eine visuelle und auditive Kontrolle über die Geschehnisse rund um das Wasserfahrzeug. Sie warnt die Besatzung vor Gefahren (z. B. Wahrschau), versieht die Hörwache am Seefunk (bei sehr großen Schiffen auch den Bordfunk), observiert akustische Warnsignale (intern sowie extern). Des Weiteren ist sie für die Sicherheit an Bord verantwortlich (z. B. Reaktion auf Feueralarm). Außerdem muss die Wache den Schiffsführer/Kommandanten verständigen, wenn außergewöhnliche Vorkommnisse auftreten, wie beispielsweise Piraterie, Beschuss, Feueralarm, Sinken, Meuterei, Personenschäden mit Todesfolge, Mayday-Funksprüche mit erheblicher Bedeutung etc. Von der Wache wird ggf. auch geglast.
Die Wache befindet sich in der Berufsschifffahrt an Deck gewöhnlich auf der Brücke.

## Freiwachen
Tagsüber ist die Freiwache meistens eine Zeit lang für anfallende Arbeiten auf dem Schiff eingesetzt, die Dauerwächter sind traditionell der Smutje (Koch) und ggf. der Bootsmann, der Elektriker und meistens eine Anzahl von Decks- und Maschinenpersonal. Das Maschinenpersonal geht auf den heute extrem rationalisierten Schiffen meist nicht Wache.

## Besonderheiten für Segelschiffe
Auf Segelschiffen ist die Segelhandhabung ein wichtiger und bei Manövern der arbeitsintensivste Bestandteil der Wachaufgaben, da ein Segelschiff nur im Zusammenspiel zwischen der richtigen Segelstellung und Ruderlage manövriert werden kann.
Auf Segelschiffen ist der Wachführer für die Segelführung zuständig, ggf. in Absprache mit dem Schiffsführer und/oder bei Wettfahrten manchmal unterstützt durch einen Verantwortlichen für die Segelführung und die Veranlassung von Segelmanövern. Auf größeren Segelschiffen bleibt er in der Regel beim Ruder und gibt dort die entsprechenden Befehle an den Rudergänger. Auf Segelschiffen, die Toppsmatrosen einsetzen, ist einer der Matrosen der Toppsmatrose der Wache; er setzt die Befehle des Wachführers in Befehle für die Wache um und steuert die Segelmanöver an Deck. 
Je nach Notwendigkeit werden für arbeitsintensive Manöver auch die Freiwachen herangezogen, so genannte All-Hands- oder Alle-Mann-Manöver, oder man fährt Manöver kurz vor oder nach dem Wachwechsel mit der aufziehenden und der abziehenden Wache.